# T. Rex
|  | Aquest article tracta sobre el grup de rock. Si cerqueu el dinosaure, vegeu «tiranosaure». |

T. Rex va ser un grup de música anglès de rock nascut a Londres a la dècada del 1960 amb el nom de Tyrannosaurus Rex. Va tenir èxit com a grup de glam rock a la dècada del 1970. La banda fou fundada per Marc Bolan i Steve Took, i va editar tres àlbums produïts per Tony Visconti. El so era una espècie de folk rock d'una terra imaginària amb guitarres acústiques i d'exòtiques percussions. Les lletres parlaven a éssers estranys: elfs, fades, mags i follets.
Van tenir una notable acceptació en el moviment hippie de Londres al final dels seixanta. En aquella època van ser molt recolzats pel periodista John Peel.
Marc Bolan volia ser una autèntica estrella del rock, però després d'una penosa gira pels Estats Units, va acomiadar Steve Took i va contractar un nou percussionista, Mickey Finn, amb qui va gravar el quart àlbum amb el nom de T. Rex.
Amb l'àlbum T. Rex del 1970, la banda no només va fer més curt el seu nom sinó que va passar als instruments elèctrics. Llavors van tenir els seus millors èxits comercials, però alguns encara consideren més important la música de la seva primera època acústica.
La banda va desaparèixer quan Marc Bolan morí en un accident de trànsit l'any 1977, amb menys de 30 anys.
Una de les cançons més famoses va ser Get It On.

## Discografia
Com a Tyrannosaurus Rex:
- My People Were Fair and Had Sky in Their Hair... But Now They're Content to Wear Stars on Their Brows (1968)
- Prophets, Seers & Sages – The Angels of the Ages (1968)
- Unicorn (1969)
- A Beard of Stars (1970)

Com a T. Rex:
- T. Rex (1970)
- Electric Warrior (1971)
- The Slider (1972)
- Tanx (1973)
- Zinc Alloy and the Hidden Riders of Tomorrow (1974)
- Bolan's Zip Gun (1975)
- Futuristic Dragon (1976)
- Dandy in the Underworld (1977)